# 须弥巴戟
须弥巴戟（学名：[Morinda villosa] 错误：{{Lang}}：文本有斜体标记（帮助））为茜草科巴戟天属下的一个种。